# L'Orsalhèr (pel·lícula)
L'Orsalhèr (El domador d'ossos) és un film francès dirigit per Jean Fléchet, dirigit el 1980 i comercialitzat el 1983, en la que els diàlegs són totalment en occità (varietat gascona).

## Argument
El film narra les aventures de Gaston Sentein, un jove de l'Arieja. Vers el 1840, impressionat per les llegenda de Joan l'Ós, abandona la família i la promesa per a viatjar arreu del país com a domador d'ossos amb un cadell que ell mateix ha capturat i ensinistrat. Un cop a Tolosa de Llenguadoc contacta amb un venedor de llibres ambulant, i a través del francès, aleshores llengua d'escriptura, coneix una nova forma de pensar i teoritzar.

## Elenc
- Marcel Amont - Pèire Agasse
- Leon Còrdas - Senyor Sentein
- Patrice Icart - Gaston Sentein
- Rosina de Pèira - Senyora Sentein